# David Orr
David Orr, né le 4 octobre 1944 à Chicago, est un homme politique américain, membre du Parti démocrate. Il est maire de Chicago par intérim en 1987.

## Biographie
En 1979, il est élu membre du conseil municipal de Chicago pour le 49e ward et est réélu en 1983 et 1987. Le 25 novembre 1987, il assure la fonction de maire de la ville par intérim après la mort d'Harold Washington d'une crise cardiaque, jusqu'à l'élection d'Eugene Sawyer le 2 décembre suivant.
De 1991 à 2018, il est « clerk » du comté de Cook. Il est l'un des premiers officiels à apporter son soutien aux droits LGBT.